# Elatostema strigosum
Elatostema strigosum là loài thực vật có hoa trong họ Tầm ma. Loài này được Hassk. mô tả khoa học đầu tiên năm 1844.